# Agriocnemis victoria
Agriocnemis victoria é uma espécie de libelinha da família Coenagrionidae.
Pode ser encontrada nos seguintes países: Angola, Botswana, Camarões, República Centro-Africana, República Democrática do Congo, Costa do Marfim, Gâmbia, Guiné, Libéria, Namíbia, Nigéria, Senegal, Serra Leoa, Sudão, Uganda e Zâmbia.
Os seus habitats naturais são: rios, pântanos, lagos de água doce, lagos intermitentes de água doce, marismas de água doce e marismas intermitentes de água doce.